# Copestylum discale
Copestylum discale är en tvåvingeart som först beskrevs av Charles Howard Curran 1926.  Copestylum discale ingår i släktet Copestylum och familjen blomflugor.
Artens utbredningsområde är Grenada. Inga underarter finns listade i Catalogue of Life.